# Марли, Мэри Бет
Мэри Бет Марли (англ. Mary Beth Marley; род. 19 мая 1995 года в Нейпервилле, Иллинойс, США) — американская фигуристка, выступавшая в парном катании с Рокни Брубекером. Эта пара — серебряные призёры чемпионата США 2012 года и бронзовые призёры чемпионата четырёх континентов 2012. Завершила любительскую спортивную карьеру в 2012 году.

## Карьера
Мэри Бет Марли начала соревноваться на внутренних турнирах США в качестве одиночницы. В 2009 году она была второй на чемпионате США в категории «новички» (англ. Novice).
В августе 2010 года Мэри Бет встала в пару с Рокни Брубекером, предыдущая пара которого с Кеаной Маклафлин распалась.
Первым международным турниром для пары стал «Mentor Nestle Nesquik Cup» в Польше, который они выиграли. Став четвёртыми на чемпионате США 2011, завоевали право представлять страну на чемпионате четырёх континентов, где стали 8-ми.
В следующем сезони Марли и Брубекер завоевали серебряные медали национального первенства, стали третьими на чемпионате четырёх континентов, и вошли в 10-ку на чемпионате мира.
Перед началом сезона 2012—2013, несмотря на то что пара была заявлена на турниры серии Гран-при в Канаде и Японии, Марли объявила о завершении соревновательной карьеры.

## Спортивные достижения

### Результаты в парном катании
(с Р. Брубекером)
| Соревнования                   | 2010—2011 | 2011—2012 |
| ------------------------------ | --------- | --------- |
| Чемпионаты мира                |           | 10        |
| Чемпионаты Четырёх континентов | 8         | 3         |
| Чемпионаты США                 | 4         | 2         |
| Skate America                  |           | 7         |
| Международный кубок Ниццы      |           | 3         |
| Nestle Kangus Cup              | 1         |           |

### Результаты в одиночном катании
| Соревнования                | 2006—07 | 2007—08 | 2008—09 | 2009—10 | 2010—11 |
| --------------------------- | ------- | ------- | ------- | ------- | ------- |
| Чемпионаты США              |         |         | 2N.     |         | 5J.     |
| U.S. Junior Championships   | 5Ju.    | 10I.    |         |         |         |
| Pacific Coast Sectionals    |         |         |         |         | 4J.     |
| Southwest Pacific Regionals |         |         |         |         | 2J.     |
| Midwestern Sectionals       |         |         | 4N.     | 5J.     |         |
| Upper Great Lakes Regionals | 3Ju.    | 5I.     | 4N.     | 2J.     |         |

N = уровень «новички»; J = уровень «юниоры»